# بخش واوپس
شهرستان واوپس (به اسپانیایی: Vaupés Department) یک سکونتگاه مسکونی در کلمبیا است که در کلمبیا واقع شده‌است.

## خصوصیات
شهرستان واوپس ۵۴٬۱۳۵ کیلومترمربع مساحت و ۴۲٬۸۱۷ نفر جمعیت دارد.